# Gorski liječnik (2008.)
Gorski liječnik (njem. Der Bergdoktor) je njemačko-austrijska TV serija, napravljena kao nova inačica istoimene serije iz 1992. godine. Na ORF-u 2 se prikazuje od 6. veljače 2008., dok se na ZDF-u počela prikazivati dan kasnije. U Hrvatskoj je prikazuju HRT i Doma TV.

## Radnja

##### Prva sezona
Nakon pet godina putovanja po Münchenu, Parizu i New Yorku, kirurg Martin Gruber se vraća u svoje rodno selo povodom majčina rođendana. Kada je došao u Ellmau, naišao je na pogreb svoje nevjeste koja je poginula u prometnoj nesreći. Tamo, nakon dugo vremena, ponovno susreće svog mentora, dr. Romana Melchingera i nećakinju Lilli. 

Dr. Roman Melchinger predlaže Martinu preuzimanje njegove ordinacije u Ellmauu jer on želi otići u mirovinu. U početku, dr. Gruber nije siguran treba li prihvatiti tu ponudu ili ne. Na dan Martinovog povratka u Ellmau, Roman mu otkriva kako je Hansova supruga rekla Lilli da je i Martin sada njezin otac. Martina to brine te se u njemu rađa ideja o povratku u Sjedinjene Američke Države. No, osjeća potreba za ostankom jer stanovnici Ellmaua trebaju njegovu medicinsku pomoć.

##### Peta sezona
Dr. Martin Gruber želi spasiti svoj odnos s dr. Lenom Imhoff (Pia Baresch), dok se njezin suprug Tom bori sa smrću nakon terapije.
Jedan od slučajeva doktora Grubera je bila i sportašica koja pati od spolno prenosive bolesti te to saznaje samo nekoliko dana prije svog vjenčanja te moli dr. Grubera za pomoć. Lijek je moguće dati samo ako se otkrije uzročnik koji nije - kako se pokazalo - njezin zaručnik. Žena odbija reći ime osobe s kojom je imala aferu te tako riskira svoj i zaručnikov život.

## Likovi
- Hans Sigl - dr. Martin Gruber; kirurg koji ima svoju ordinaciju u Ellmauu; Hansov brat; Elisabethin sin i Lillin otac
- Siegfried Rauch - dr. Roman Melchinger; liječnik; Martinov mentor i prijatelj
- Mark Keller - dr. Alexander Kahnweiler; voditelj odjela kirurgije u klinici u Hallu; strastveni igrač golfa; Martinov prijatelj
- Ronja Forcher - Lilli Gruber; Hansova kći
- Monika Baumgartner - Elisabeth Gruber; Martinova i Hansova majka; Lillina baka
- Heiko Ruprecht - Hans Gruber; stočar; Martinov brat; Lillin otac; Elisabethin sin
- Natalie O'Hara - Susanne Dreiseitl; ugostiteljica; Marinova prijateljica iz djetinjstva; Jörgova supruga
- Fabian Elias Huber - Jonas Ellert; posvojeni sin Susanne Dreiseitl
- Martin Feifel - Arthur Distelmeier; Hansov neprijatelj; imao je tešku nesreću te optužuje Hansa za pokušaj ubojstva; želi kupiti imanje Gruberovih, ali mu plan ne uspjeva
- Dominik Nowak - Mario; Lillin dečko
- Ines Lutz - Anne Meierling; Arthurova kći
- Gerd Silberbauer - Julius Hofmeister; fotoreporter; Elisabethina stara ljubav
- Konstantin Graudus - Jörg Dreiseitl; Susannin suprug
- Hansi Jochmann - Monika Schneider; medicinska sestra u ambulanti doktora Grubera
- Anna Hippert - Sarah Hoffmann; Klarina kći
- Tessa Mittelstaedt - dr. Andrea Junginger; odvjetnica; Martinova zaručnica
- Nike Fuhrmann - Klara Hoffmann; učiteljica; Hansova bivša zaručnica

## Produkcija
Serija dolazi od ndF-a, a proizvodni partneri su ZDF i ORF. Radnja je smještena u selima Ellmau, Going, Scheffau i Söll u Wilder Kaiser regiji (donji Tirol) te u gradu Hall in Tirol. Mjesto gdje su snimane bolničke scene je bolnica Schwaz.
Zbog popularnosti koju joj je donijela serija te je time uvelike povećan broj turista u Wilder Kaiser regiji, turistička je zajednica 2013. toj regiji dodijelila nagradu Tirol Touristica.

## Vanjske poveznice
- ZDF – Der Bergdoktor (službene stranice) (njem.)
- Port.hr – Gorski liječnik (popis svih epizoda sa sadržajima)
- IMDb: Der Bergdoktor (2008. – ) (engl.)
- aerzteblatt.de – Sunna Gieseke: »Der Bergdoktor – immer etwas besser als die Kollegen« (njem.)